# 2S25スプルート-SD 125mm対戦車自走砲
2S25 スプルート-SD 125mm対戦車自走砲（露: 2С25 "Спрут-СД"）は、ロシア連邦の対戦車自走砲である。BMD-3の車体を延長して転輪を増加し、新たに設計された砲塔を搭載した拡大型の派生車両で、本車もパラシュートによる空中投下が可能である。
「スプルート」（Спрут）は、ロシア語で「蛸」の意であるが、「海の魔物」（クラーケン）の意味もあり、本車の場合はこちらのニュアンスが強いと思われる。

## 概要
2S25は、1990年代初めに開発が開始され、設計と開発作業はエカテリンブルクの第9砲兵工場で行われた。当初はIl-76 キャンディッド輸送機から搭乗員を乗せたまま投下することを目的とした空挺軍向けの装備であったが、水上浮航能力を標準で備えていることもあり、PT-76に替わる軽戦車として、また、2S1および2S9自走砲に替わる上陸作戦時の対戦車・火力支援用に海軍歩兵（ソ連・ロシアの海軍陸戦隊）部隊での運用も検討されていた。
ロシア連邦軍では2015年までに58両を導入する予定であったが、2010年4月9日、ロシア国防省国防次官であるウラジーミル・ポポフキン上級大将は、2S25についてオブイェークト195（T-95）・BMD-4などと共に調達計画を断念する、と発表した。
これは後に修正され、2012年1月25日、海軍歩兵向けに2S9自走砲の更新として、2S25を今年までに10両配備する方針が発表された。
2021年現在、ロシアの国営企業ロステックが、改良派生型の「スプルート-SDM1軽戦車」を性能評価試験中である。乗員3名、2A75 125mm滑腔砲、UTD29 500馬力水冷ディーゼルエンジンを搭載し、陸上での最高速度は70km/h、水上では最大10km/hで航行可能。

## 構造
車体の前方中央に操縦室があり、中央部を砲塔を有する戦闘室が占め、後部には機関室が位置する標準的な構造になっており、原型のBMD-3/4に比べて延長された車体に片側7個の主転輪と6個の上部支持輪を持つ。車輪はBMD-3より上下2組ずつ増加されている。車体が大型化され重量は増加しているものの、空中投下能力は変わらず有しており、他のBMD空挺戦闘車シリーズと同じく、可変油気圧式の懸架装置は空挺降下時に破損しないように最大短縮状態で固定できるようになっている。2S25は、原型のBMD-3と同じく浮航能力を備えており、車体後部に設けられた2基のウォーター･ジェットにより水上を8-10km/hの速度で航行することが可能である。
砲塔の前半部は前方および上方に向かって大きく傾斜の付けられた避弾経始の強い形状となっており、車長席には125mm誘導砲弾用のレーザー照準器が、砲手席には弾道計算用のレーザー測距儀が設置されている。その他、各搭乗員には夜間暗視装置の組み込まれた外部視察装置が設けられている。砲塔後部上方には3連装の煙幕弾発射器が左右1基ずつ装備されている。
2A75 125mm対戦車滑腔砲は、T-72・T-80およびT-90に搭載されている2A46に基づき開発され、2A46と同じ砲弾を使用でき、通常の各種砲弾の他に射程5,000mの9M119 レフレークス対戦車ミサイルも発射可能である。砲塔底には22発が収容され、次弾装填は砲塔底に設置された水平式自動装填装置(T-72/T-80/T-90と同じシステム）により行われる。最大発射速度は7発/分。自動装填装置が故障した場合には手動での装填も可能である。
なお、歩兵戦闘車であるBMDの派生型車両ではあるが、固有の乗員以外の搭乗スペースはなく、装甲兵員輸送車および歩兵戦闘車としての能力は持たない。

## 採用国
- ロシア - 海軍歩兵部隊に配備予定